# Pittosporum ambrense
Pittosporum ambrense är en tvåhjärtbladig växtart som beskrevs av Georg Cufodontis. Pittosporum ambrense ingår i släktet Pittosporum och familjen Pittosporaceae. Inga underarter finns listade.